# Action Replayy
Pour plus de détails, voir Fiche technique et Distribution.
Action Replayy est un film indien de comédie et de science-fiction réalisé par Vipul Amrutlal Shah, sorti en 2010. 
Le film met en scène les acteurs Aishwarya Rai et Akshay Kumar. Il s'agit d'un remake du film hollywoodien Retour vers le futur.

## Synopsis
Kishen (Akshay Kumar) est marié à Mala (Aishwarya Rai). Ils ont un fils appelé Bunty (Aditya Roy Kapoor). Bunty refuse l'idée même du mariage, car le mariage de ses parents est un désastre : ils passent leur temps à se disputer. Tanya, sa petite amie, le présente à son grand-père, un scientifique qui travaille sur une machine à remonter le temps. Quand il rentre chez lui, ses parents se disputent encore, mais cette fois sa mère demande le divorce. Bunty, refusant cette idée, se rend dans le laboratoire de son nouvel ami, et utilise la machine à remonter le temps. Il arrive à l'époque où ses parents n'étaient pas encore mariés, et décident de faire en sorte qu'ils tombent amoureux l'un de l'autre. Ce qui ne va pas être facile, car il se rend compte que son père est « vieux jeu » et qu'il a peur de son ombre. Quant à Mala, elle est magnifique et terrorise Kishen. Il va falloir beaucoup de patience pour arriver au but ultime.

## Fiche technique
- Titre : Action Replayy
- Réalisation : Vipul Amrutlal Shah
- Scénario : Aatish Kapadia et Suresh Nair
- Musique : Pritam Chakraborty et Salim Merchant
- Photographie : Sejal Shah
- Montage : Amitabh Shukla
- Production : Akshay Kumar et Vipul Amrutlal Shah
- Société de production : Blockbuster Movie Entertainers, Cinema Capital Venture Fund, PVR Pictures et Sunshine Pictures
- Pays de production :  Inde
- Genre : Comédie romantique et science-fiction
- Durée : 129 minutes
- Dates de sortie : 
  - Inde : 5 novembre 2010

## Distribution
- Akshay Kumar : Kishen
- Aishwarya Rai : Mala
- Aditya Roy Kapur : Bunty
- Neha Dhupia : Mona
- Sudeepa Singh : Tanya
- Om Puri : Rai Bahadur
- Kiron Kher : Bholi Devi
- Rannvijay Singh : Kundan
- Rajpal Yadav : Bhiku
- Randhir Kapoor : le scientifique Anthony Gonsalves

## Récompenses et distinctions

### Nominations
- 2011 : Zee Cine Awards
  - Meilleur chanteur de play-back : Daler Mehndi pour Zor Ka Jhatka
  - Meilleure chanteuse de play-back : Richa Sharma pour Zor Ka Jhatka

## Musique
| N° | Titre                    | Interprète(s)                         | Durée |
| -- | ------------------------ | ------------------------------------- | ----- |
| 1  | Zor Ka Jhatka            | Daler Mehndi, Richa Sharma            | 4:09  |
| 2  | O Bekhabar               | Shreya Ghoshal                        | 4:29  |
| 3  | Nakhre                   | Francois Castellino                   | 5:34  |
| 4  | Chhan Ke Mohalla         | Sunidhi Chauhan, Ritu Pathak          | 5:16  |
| 5  | Tera Mera Pyaar          | Karthik, Mahalaxmi Iyer, Antara Mitra | 5:57  |
| 6  | Dhak Dhak Dhak           | Mika Singh                            | 4:14  |
| 7  | Luk Chup Jaana           | KK, Tulsi Kumar                       | 4:22  |
| 8  | I'm Dog Gone Crazy       | Suraj Jagan                           | 3:26  |
| 9  | Baaki Main Bhool Gayi    | Shreya Ghoshal                        | 3:43  |
| 10 | Zor Ka Jhatka - Remix    | Master Saleem, Richa Sharma           | 3:54  |
| 11 | Chhan Ke Mohalla - Remix | Sunidhi Chauhan, Ritu Pathak          | 4:49  |
| 12 | Tera Mera Pyaar - Remix  | Karthik, Antara Mitra                 | 5:57  |
| 13 | Nakhre - Remix           | Francois Castellino                   | 5:02  |